# Henry Corden
Henry Corden (Montréal, 6 gennaio 1920 – Los Angeles, 19 maggio 2005) è stato un attore e doppiatore canadese.
È apparso in oltre 50 film dal 1947 al 1981 ed ha recitato in più di 170 produzioni per la televisione dal 1949 al 1997. Fu accreditato anche con i nomi Harry Corden e Henry Cordon.

## Biografia
Nato Henry Cohen, Henry Corden nacque a Montreal, in Canada, il 6 gennaio 1920, da Max ed Emma Cohen. Il padre era un salumiere di origine rumena, mentre la madre era di origine russa. Arrivò negli USA ancora bambino e negli anni' 40 era a Hollywood per iniziare la sua carriera attoriale.
Per gli schermi televisivi interpretò, tra gli altri, il ruolo di Carlo in 8 episodi della serie televisiva Il conte di Montecristo nel 1956, di Babbit in 5 episodi della serie I Monkees dal 1966 al 1967 e diede vita a numerosi personaggi minori in molti episodi di serie televisive collezionando diverse apparizioni come guest star dagli anni cinquanta agli anni settanta. La sua carriera per il cinema conta diverse partecipazioni; tra i personaggi a cui diede vita si può citare Dubrovnik in Gelosissimamente... tuo del 1981.
Alla carriera d'attore sviluppò parallelamente anche una proficua carriera di doppiatore per serie televisive animate.
Morì a Los Angeles, in California, il 19 maggio 2005 e fu seppellito al San Fernando Mission Cemetery di Mission Hills.

## Filmografia

### Attore

#### Cinema
- Sogni proibiti (The Secret Life of Walter Mitty), regia di Norman Z. McLeod (1947)
- La maschera dei Borgia (Bride of Vengeance), regia di Mitchell Leisen (1949)
- Wild Weed, regia di Sam Newfield (1949)
- Credimi (Please Believe Me), regia di Norman Taurog (1950)
- Giungla d'asfalto (The Asphalt Jungle), regia di John Huston (1950)
- It's a Small World, regia di William Castle (1950)
- Gianni e Pinotto nella legione straniera (Abbott and Costello in the Foreign Legion), regia di Charles Lamont (1950)
- Il pescatore della Louisiana (The Toast of New Orleans), regia di Norman Taurog (1950)
- Kim, regia di Victor Saville (1950)
- Mrs. O'Malley and Mr. Malone, regia di Norman Taurog (1950)
- La spada di Montecristo (The Sword of Monte Cristo), regia di Maurice Geraghty (1951)
- Stop That Cab, regia di Eugenio de Liguoro (1951)
- L'uomo di ferro (Iron Man), regia di Joseph Pevney (1951)
- Il cane della sposa (Behave Yourself!), regia di George Beck (1951)
- Inferno bianco (The Wild North), regia di Andrew Marton (1952)
- Viva Zapata!, regia di Elia Kazan (1952)
- Una ragazza in ogni porto (A Girl in Every Port), regia di Chester Erskine (1952)
- Carabina Williams (Carbine Williams), regia di Richard Thorpe (1952)
- Scaramouche, regia di George Sidney (1952)
- Il figlio di Alì Babà (Son of Ali Baba), regia di Kurt Neumann (1952)
- Paradiso notturno (Bloodhounds of Broadway), regia di Harmon Jones (1952)
- Il mistero del castello nero (The Black Castle), regia di Nathan Juran (1952)
- La valanga dei sioux (Hiawatha), regia di Kurt Neumann (1952)
- Io confesso (I Confess), regia di Alfred Hitchcock (1953)
- I professori non mangiano bistecche (Confidentially Connie), regia di Edward Buzzell (1953)
- I pirati della metropoli (The System), regia di Lewis Seiler (1953)
- Spettacolo di varietà (The Band Wagon), regia di Vincente Minnelli (1953)
- Forte Algeri (Fort Algiers), regia di Lesley Selander (1953)
- Gianni e Pinotto contro il dottor Jekyll (Abbott and Costello Meet Dr. Jekyll and Mr. Hyde), regia di Charles Lamont (1953)
- Thy Neighbor's Wife, regia di Hugo Haas (1953)
- Il mostro della via Morgue (Phantom of the Rue Morgue), regia di Roy Del Ruth (1954)
- Riccardo Cuor di Leone (King Richard and the Crusaders), regia di David Butler (1954)
- Sinuhe l'egiziano (The Egyptian), regia di Michael Curtiz (1954)
- Annibale e la vestale (Jupiter's Darling), regia di George Sidney (1955)
- L'inferno è a Dien Bien Fu (Jump Into Hell), regia di David Butler (1955)
- Brama di vivere (Lust for Life), regia di Vincente Minnelli (1956)
- I dieci comandamenti (The Ten Commandments), regia di Cecil B. DeMille (1956)
- L'ombra alla finestra (The Shadow on the Window), regia di William Asher (1957)
- Il portoricano (Cry Tough), regia di Paul Stanley (1959)
- Le avventure di Huck Finn (The Adventures of Huckleberry Finn), regia di Michael Curtiz (1960)
- La grande rapina di Boston (Blueprint for Robbery), regia di Jerry Hopper (1961)
- When the Clock Strikes, regia di Edward L. Cahn (1961)
- Dimmi la verità (Tammy Tell Me True), regia di Harry Keller (1961)
- Island of Love, regia di Morton DaCosta (1963)
- Strani compagni di letto (Strange Bedfellows), regia di Melvin Frank (1965)
- McHale's Navy Joins the Air Force, regia di Edward Montagne (1965)
- Dominique (The Singing Nun), regia di Henry Koster (1966)
- Frankie e Johnny, regia di Frederick de Cordova (1966)
- Don't Worry, We'll Think of a Title, regia di Harmon Jones (1966)
- Jerryssimo! (Hook, Line and Sinker), regia di George Marshall (1969)
- Scusi, dov'è il fronte? (Which Way to the Front?), regia di Jerry Lewis (1970)
- Gelosissimamente... tuo (Modern Problems), regia di Ken Shapiro (1981)

#### Televisione
- The Life of Riley – serie TV, un episodio (1949)
- Space Patrol – serie TV, 3 episodi (1951-1953)
- Gang Busters – serie TV, un episodio (1952)
- Missione pericolosa (Dangerous Assignment) – serie TV, 2 episodi (1952)
- Terry and the Pirates – serie TV, un episodio (1952)
- Adventures of Superman – serie TV, un episodio (1953)
- Dragnet – serie TV, 5 episodi (1954-1958)
- I Led 3 Lives – serie TV, un episodio (1954)
- Passport to Danger – serie TV, un episodio (1954)
- La mia piccola Margie (My Little Margie) – serie TV, 2 episodi (1954)
- Soldiers of Fortune – serie TV, 2 episodi (1955-1957)
- Your Favorite Story – serie TV, un episodio (1955)
- Jane Wyman Presents the Fireside Theatre – serie TV, un episodio (1955)
- Il conte di Montecristo (The Count of Monte Cristo) – serie TV, 8 episodi (1956)
- Sally – serie TV, 2 episodi (1957-1958)
- Official Detective – serie TV, un episodio (1957)
- Alfred Hitchcock presenta (Alfred Hitchcock Presents) – serie TV, un episodio (1957)
- Avventure in elicottero (Whirlybirds) – serie TV, un episodio (1957)
- The Millionaire – serie TV, un episodio (1957)
- Climax! – serie TV, episodio 3x31 (1957)
- Perry Mason – serie TV, un episodio (1957)
- Carovane verso il West (Wagon Train) – serie TV, 4 episodi (1958-1961)
- Richard Diamond (Richard Diamond, Private Detective) – serie TV, un episodio (1958)
- Papà ha ragione (Father Knows Best) – serie TV, un episodio (1958)
- Gunsmoke – serie TV, un episodio (1958)
- The Restless Gun – serie TV, episodi 1x29-2x09 (1958)
- Markham – serie TV, 3 episodi (1959-1960)
- Peter Gunn – serie TV, 4 episodi (1959-1960)
- The Lawless Years – serie TV, 6 episodi (1959-1961)
- Tales of Wells Fargo – serie TV, episodio 3x19 (1959)
- Steve Canyon – serie TV, un episodio (1959)
- L'uomo ombra (The Thin Man) – serie TV, un episodio (1959)
- 21 Beacon Street – serie TV, un episodio (1959)
- Westinghouse Desilu Playhouse – serie TV, episodio 2x01 (1959)
- The Lineup – serie TV, un episodio (1959)
- The Gale Storm Show: Oh! Susanna – serie TV, un episodio (1959)
- Not for Hire – serie TV, episodio 1x18 (1960)
- Have Gun - Will Travel – serie TV, episodio 3x29 (1960)
- Alcoa Theatre – serie TV, un episodio (1960)
- My Sister Eileen – serie TV, un episodio (1960)
- Tightrope – serie TV, episodio 1x35 (1960)
- I detectives (The Detectives) – serie TV, episodio 1x33 (1960)
- Tate – serie TV, un episodio (1960)
- The Islanders – serie TV, un episodio (1960)
- Indirizzo permanente (77 Sunset Strip) – serie TV, episodio 3x06 (1960)
- Dan Raven – serie TV, un episodio (1960)
- The Many Loves of Dobie Gillis – serie TV, 2 episodi (1961-1963)
- Ben Casey – serie TV, 2 episodi (1961-1963)
- Mister Ed, il mulo parlante (Mister Ed) – serie TV, 4 episodi (1961-1965)
- Thriller – serie TV, episodio 1x19 (1961)
- Bonanza – serie TV, un episodio (1961)
- Guestward Ho! – serie TV, un episodio (1961)
- 87ª squadra (87th Precinct) – serie TV, un episodio (1962)
- Room for One More – serie TV, un episodio (1962)
- Follow the Sun – serie TV, episodio 1x28 (1962)
- Maverick – serie TV, episodio 5x12 (1962)
- Il padre della sposa (Father of the Bride) – serie TV, episodio 1x28 (1962)
- Ai confini della realtà (The Twilight Zone) – serie TV, episodio 3x32 (1962)
- Gli intoccabili (The Untouchables) – serie TV, un episodio (1962)
- Mr. Smith Goes to Washington – serie TV, un episodio (1962)
- The Wide Country – serie TV, episodio 1x26 (1963)
- Polvere di stelle (Bob Hope Presents the Chrysler Theatre) – serie TV, un episodio (1963)
- The Farmer's Daughter – serie TV, un episodio (1963)
- Jonny Quest – serie TV, 15 episodi (1964-1965)
- Il mio amico marziano (My Favorite Martian) – serie TV, 2 episodi (1964-1965)
- Insight – serie TV, un episodio (1964)
- La legge di Burke (Burke's Law) – serie TV, episodio 1x22 (1964)
- La grande avventura (The Great Adventure) – serie TV, un episodio (1964)
- Tom, Dick and Mary – serie TV, un episodio (1964)
- Un equipaggio tutto matto (McHale's Navy) – serie TV, 2 episodi (1964)
- Gli eroi di Hogan (Hogan's Heroes) – serie TV, 5 episodi (1965-1971)
- Gli uomini della prateria (Rawhide) – serie TV, episodio 7x29 (1965)
- Vacation Playhouse – serie TV, un episodio (1965)
- Strega per amore (I Dream of Jeannie) – serie TV, un episodio (1965)
- Hank – serie TV, un episodio (1965)
- The Secret Squirrel Show – serie TV (1965)
- I Monkees (The Monkees) – serie TV, 5 episodi (1966-1967)
- Tammy – serie TV, un episodio (1966)
- Camp Runamuck – serie TV, un episodio (1966)
- The John Forsythe Show – serie TV, un episodio (1966)
- L'isola di Gilligan (Gilligan's Island) – serie TV, un episodio (1966)
- Vita da strega (Bewitched) – serie TV, un episodio (1966)
- Daniel Boone – serie TV, un episodio (1966)
- Hey, Landlord – serie TV, un episodio (1966)
- Tre nipoti e un maggiordomo (Family Affair) – serie TV, episodio 1x08 (1966)
- The Red Skelton Show – serie TV, 2 episodi (1966)
- The Second Hundred Years – serie TV, 2 episodi (1967-1968)
- Dragnet – serie TV, 2 episodi (1967-1969)
- F.B.I. (The F.B.I.) – serie TV, un episodio (1967)
- Mr. Terrific – serie TV, un episodio (1967)
- It's About Time – serie TV, un episodio (1967)
- Tarzan – serie TV, episodio 1x29 (1967)
- The Beverly Hillbillies – serie TV, un episodio (1967)
- The Bob Hope Show – serie TV, 4 episodi (1968-1970)
- Doris Day Show (The Doris Day Show) – serie TV, 6 episodi (1968-1973)
- La fattoria dei giorni felici (Green Acres) – serie TV, un episodio (1968)
- Operazione ladro (It Takes a Thief) – serie TV, un episodio (1968)
- La terra dei giganti (Land of the Giants) – serie TV, un episodio (1968)
- Love, American Style – serie TV, un episodio (1969)
- Get Smart – serie TV, 2 episodi (1969)
- The Flying Nun – serie TV, 2 episodi (1969)
- Mary Tyler Moore Show (Mary Tyler Moore) – serie TV, 3 episodi (1970-1973)
- Ironside – serie TV, un episodio (1970)
- Harlem Globe Trotters – serie TV (1970)
- Keep the Faith – film TV (1972)
- The ABC Saturday Superstar Movie – serie TV, un episodio (1972)
- The Barkleys – serie TV (1972)
- La famiglia Brady (The Brady Bunch) – serie TV, un episodio (1973)
- Lotsa Luck – serie TV, un episodio (1973)
- The Bob Newhart Show – serie TV, un episodio (1973)
- Butch Cassidy – serie TV (1973)
- Sulle strade della California (Police Story) – serie TV, un episodio (1974)
- The ABC Afternoon Playbreak – serie TV, un episodio (1974)
- Le strade di San Francisco (The Streets of San Francisco) – serie TV, un episodio (1974)
- These Are the Days – serie TV (1974) (voice)
- Harry O – serie TV, un episodio (1975)
- I ragazzi del sabato sera (Welcome Back, Kotter) – serie TV, un episodio (1979)

### Doppiatore
- Gli Antenati (The Flintstones) – serie TV, 17 episodi (1964-1966)
- The Atom Ant Show – serie TV, 25 episodi (1965-1966)
- Fantastic 4 – serie TV, un episodio (1967)
- The Atom Ant/Secret Squirrel Show – serie TV (1967)
- The Banana Splits Adventure Hour – serie TV, 8 episodi (1969)
- The New Scooby-Doo Movies – serie TV, 4 episodi (1972-1974)
- Yogi's Gang – serie TV, 3 episodi (1973)
- Return to the Planet of the Apes – serie TV, 13 episodi (1975)
- The New Tom & Jerry Show – serie TV (1975) (voice)
- The Scooby-Doo/Dynomutt Hour – serie TV, un episodio (1976)
- The Kelly Monteith Show – serie TV (1976)
- A Flintstone Christmas – film TV (1977)
- C B Bears – serie TV (1977)
- Fred Flintstone and Friends – serie TV (1977)
- Blue Falcon e cane prodigio – serie TV (Dynomutt Dog Wonder) (1978)
- All-Star Comedy Ice Revue – film TV (1978)
- The Flintstones Little Big League – film TV (1978)
- Challenge of the SuperFriends – serie TV, 16 episodi (1978)
- Yogi's Space Race – serie TV (1978)
- Buford e il galoppo fantasma – serie TV (Buford and the Galloping Ghost) (1979)
- The Flintstones Meet Rockula and Frankenstone – film TV (1979)
- Attenti a Luni – serie TV (Fangface and Fangpuss) (1979)
- The New Fred and Barney Show – serie TV (1979)
- Fred and Barney Meet the Thing – serie TV (1979)
- Fred and Barney Meet the Shmoo – serie TV (1979)
- Thundarr il Barbaro (Thundarr the Barbarian) – serie TV, 7 episodi (1980-1981)
- The Flintstones' New Neighbors – film TV (1980)
- The Flintstones: Fred's Final Fling – film TV (1980)
- The Flintstone Comedy Show – serie TV, un episodio (1980)
- Isidoro Show – serie TV (Heathcliff) (1980)
- I Puffi – serie TV (Smurfs) (1981)
- Goldie Gold and Action Jack – serie TV (1981)
- The Kwicky Koala Show – serie TV (1981)
- The Flintstones: Wind-Up Wilma – film TV (1981)
- The Flintstones: Jogging Fever – film TV (1981)
- No Man's Valley – film TV (1981)
- Here Comes Garfield – film TV (1982)
- Yogi Bear's All-Star Comedy Christmas Caper – film TV (1982)
- Jokebook – serie TV (1982)
- The New Scooby and Scrappy-Doo Show – serie TV (1983)
- Mister T – serie TV (1983)
- Alvin rock 'n' roll – serie TV, 13 episodi (1983)
- GoBots – serie TV (Challenge of the GoBots) (1984)
- I pronipoti (The Jetsons) – serie TV, un episodio (1985)
- The Flintstone Kids – serie TV, 9 episodi (1986-1987)
- I Pronipoti incontrano gli Antenati (The Jetsons Meet the Flintstones) – film TV (1987)
- The Flintstone Kids' Just Say No Special – film TV (1988)
- Beetle Bailey – film TV (1989)
- I Flintstones - Matrimonio a Bedrock (I Yabba-Dabba Do!) – film TV (1993)
- Hollyrock-a-Bye Baby – film TV (1993)
- A Flintstone Family Christmas – film TV (1993)
- I Simpson (The Simpsons) – serie TV, un episodio (1994)
- Garfield and Friends – serie TV, un episodio (1994)
- A Flintstones Christmas Carol – film TV (1994)
- The Busy World of Richard Scarry – serie TV, 31 episodi (1995-1997)
- The What a Cartoon Show – serie TV, un episodio (1995)
- The Weird Al Show – serie TV, un episodio (1997)